# 小林眞琴
小林 眞琴（こばやし まこと、1989年7月21日 - ）は、日本の女性モデル・タレント。
埼玉県出身。オスカープロモーション所属。愛称は「まこっちゃん」。

## 人物
- 埼玉県立大宮南高等学校[2]→亜細亜大学経済学部経済学科卒業[3]。
- 弟が1人いる[4]。
- 中学時代はバスケットボール部だったが、高校入学時にチアダンスと出会い、大学時代はチアダンスサークル「SHAKE」に在籍[5]。現在でもモデル業の傍ら、川口市にあるチアダンススクールのインストラクターをしている[2]。
- 2013年にはミス・インターナショナル日本代表にエントリーするも、受賞はならなかった。
- アイドルユニット『スルースキルズ』の根本羽衣は高校時代からの親友で、チアダンスサークルのチームメイトでもあった[6]。ちなみにスルースキルズのアルバム『3rd DEMO CD』に収録されている楽曲「バカヤロウ!」の振付は小林が担当している[7]。また、イトーカンパニー所属の友城ちひろとも仲が良い[8]。

## 主な活動

### テレビ番組
- 第55回日本レコード大賞（TBS、2013年12月30日） - アシスタント（市川奈央、木谷有里、梅本美優）[9]
- 新春!爆笑ヒットパレード2014「おっさん新年会」（フジテレビ、2014年1月1日） - 仲居さん役 （高山えみり、井上裕美恵）[10]
- オールスター感謝祭2014春「赤坂5丁目ゴーカートグランプリ」（TBS、2014年3月29日） - アシスタント[11]
- 浅見光彦シリーズ「貴賓室の怪人」（フジテレビ、2014年4月4日） - マジシャン役[12]
- ダウンタウンのガキの使いやあらへんで!!「どうせお前こんなん好きなんやろ選手権・東幹久編」（日本テレビ、2014年10月26日） - アシスタント（文山恵）[13][14]
- 明石家サンタの史上最大のクリスマスプレゼントショー（フジテレビ、2014年12月24日、2015年12月24日、2016年12月24日） - アシスタント（2014年：犬飼ゆきな、文山恵、横町ももこ、2015年：横町ももこ、大澤玲美、加田穂乃華、2016年：石川彩夏、梅本美優、鈴木薫）[15][16][17]

### CM
- モンデリーズ・ジャパン「クロレッツ」（2010年）
- トヨタ自動車「T-Value」（2011年）
- アツギ「アスティーグタイツ」（2011年）

### 雑誌
- わかさ出版「わかさ」表紙モデル（不定期）

### イベント
- 東京ゲームショウ「コーエーテクモブース」（2012年9月）
- 春が来る前に…スボラ女子に美意識注入!こっそり女を磨くぬけがけ女子会（2013年2月24日・イベントスペースRin） 共演：菅野広恵、内藤景子
- 東京ゲームショウ「GREEブース」（2013年9月、2014年9月）
- 東京モーターショー「トヨタ自動車東日本ブース」（2013年11月 - 12月）
- 東京オートサロン「三菱自動車ブース」（2014年1月）
- Inter BEE 2014「池上通信機ブースモデル」（2014年11月19日 - 21日・幕張メッセ）[18]
- CP+「Panasonic LUMIX」ブースモデル（2016年2月）[19]

### ラウンドガール
- シュートボクシング「GROUND ZERO TOKYO 2013」（2013年11月16日・両国国技館）[20]
- いわき平競輪場「いわき金杯争奪戦」（2014年1月24日 - 27日）[21]
- キックボクシング「REBELS.31」（2014年10月26日・ディファ有明）　共演：佐野真彩、岡田智子、貴咲美香[22]
- 「RIZIN FIGHTING WORLD GRAND-PRIX 2015」（2015年12月30日 - 31日・さいたまスーパーアリーナ）[23]
- 「RIZIN FIGHTING WORLD GRAND-PRIX 2016 無差別級トーナメント FINAL ROUND」（2016年12月29日 - 31日・さいたまスーパーアリーナ）[17]